# Sallum
Sallum, jinak také As Sallum nebo Sollum (arabsky: السلوم), je egyptská vesnice poblíž Středozemního moře, východně od hranice s Libyí a asi 145 km od Tobruku.
Sallum je především beduínská komunita. Nabízí jen velmi malé množství turistických aktivit nebo organizovaných historických zajímavostí. Je to regionální obchodní centrum.
Sallum byl starověký římský přístav Baranis a v oblasti stále zbývá několik římských studní. Ty leží spolu s několika dalšími zajímavostmi na severním pobřeží Egypta, ale kvůli poloze při hranici s Libyí na samém západě Egypta jsou vzdálené téměř ode všeho. Ve vesnici najdeme válečný hřbitov vojáků z druhé světové války. K dispozici je místní pošta a pobočka Národní banky Egypta.

## Historie
Sallum byl ve starověku známý jako Catabathmus Maior, Plynos Limen a Tetrapyrgia.
Sallum byl součástí osmanské říše do roku 1911, kdy během italsko-turecké války město od osmanské posádky převzalo anglo-egyptské vojsko, aby zabránilo jeho pádu do italských rukou. Když byla v roce 1925 smlouvou stanovena hranice italské Libye a Egypta, Sallum zůstal na egyptské straně.
Během tažení Senussiů za první světové války byl Sallum v listopadu roku 1915 s osmanskou a německou pomocí dobyt Senussii. Britové jej znovu obsadili v březnu 1916. V prosinci 1941 se v průběhu operace Crusader ve druhé světové válce stal Sallum opět místem bojů mezi Brity a Němci.
Dne 21. července 1977 Libye zaútočila na Sallum, čímž zahájila libyjsko-egyptskou válku.
Během úplného zatmění Slunce 29. března 2006 byl Sallum cílovým bodem, když expedice putovaly k nejlepšímu pozorovacímu bodu.

## Podnebí
Köppenova klasifikace podnebí jeho podnebí klasifikuje jako horké aridní podnebí (Bwh) stejně jako podnebí ve zbytku Egypta, nicméně pro severní pobřeží Egypta je typické, že jeho teploty zmírňuje vítr od Středozemního moře.